# شهرستان ژاوژوو
شهرستان ژاوژوو (به چینی: 肇州县)، یک شهرستان در استان هئی‌لونگ‌جیانگ چین است که در تابعیت شهر داچینگ قرار دارد.
آزادراه استانی S22، که شهر هاربین، مرکز استان هئی‌لونگ‌جیانگ را به سونگ‌یوان در استان جی‌لین متصل می‌کند از این شهرستان عبور می‌کند.

## تقسیمات اداری
شهرستان ژاوژوو به ۶ شهرک و ۶ قصبه تابعه تقسیم شده است. دو «میدان» هم‌سطح قصبه نیز تابع این شهرستان می‌باشند، مانند نواحی اداری مزارع و مراتع.
- شهرک اِرجینگ (二井镇، Èrjǐng zhèn)
- شهرک چاویانگ‌گوو (朝阳沟镇، Cháoyánggōu zhèn)
- شهرک ژاوژوو (肇州镇، Zhàozhōu zhèn)
- شهرک شینگ‌چنگ (兴城镇، Xìngchéng zhèn)
- شهرک فنگ‌له (丰乐镇، Fēnglè zhèn)
- شهرک یونگ‌له (永乐镇، Yǒnglè zhèn)

- قصبه تووگو (托古乡، Tuōgǔ xiāng)
- قصبه چاویانگ (朝阳乡، Cháoyáng xiāng)
- قصبه شوانگ‌فا (双发乡، Shuāngfā xiāng)
- قصبه شین‌فو (新福乡، Xīnfú xiāng)
- قصبه یوشو (榆树乡، Yúshù xiāng)
- قصبه یونگ‌شنگ (永胜乡، Yǒngshèng xiāng)

- میدان بذرکاری له‌یوان (乐园良种场، Lèyuán liángzhǒngchǎng)
- میدان زادآوری دام وئی‌شینگ (卫星种畜场، Wèixīng zhǒngchùchǎng)